# Episodi di Wings (serie televisiva 1990) (terza stagione)
La terza stagione della serie televisiva Wings è stata trasmessa in anteprima negli Stati Uniti d'America dalla NBC tra il 19 settembre 1991 e il 7 maggio 1992.
| nº | Titolo originale                         | Titolo italiano | Prima TV USA      | Prima TV Italia |
| -- | ---------------------------------------- | --------------- | ----------------- | --------------- |
| 1  | The Naked Truth                          |                 | 19 settembre 1991 |                 |
| 2  | Is That a Subpoena in Your Pocket...?    |                 | 26 settembre 1991 |                 |
| 3  | The Taming of the Shrew                  |                 | 10 ottobre 1991   |                 |
| 4  | I Ain't Got No Bunny                     |                 | 17 ottobre 1991   |                 |
| 5  | If Elected, I Will Not Live              |                 | 31 ottobre 1991   |                 |
| 6  | My Brother's Keeper                      |                 | 7 novembre 1991   |                 |
| 7  | Crate Expectations                       |                 | 14 novembre 1991  |                 |
| 8  | Ladies Who Lunch                         |                 | 21 novembre 1991  |                 |
| 9  | Try to Remember the Night He Dismembered |                 | 5 dicembre 1991   |                 |
| 10 | The Late Mrs. Biggins                    |                 | 12 dicembre 1991  |                 |
| 11 | The Bogey Men                            |                 | 19 dicembre 1991  |                 |
| 12 | Marriage, Italian Style                  |                 | 9 gennaio 1992    |                 |
| 13 | Divorce, American Style                  |                 | 16 gennaio 1992   |                 |
| 14 | Stew in a Stew                           |                 | 23 gennaio 1992   |                 |
| 15 | This Old House                           |                 | 30 gennaio 1992   |                 |
| 16 | Planes, Trains and Visiting Cranes       |                 | 13 febbraio 1992  |                 |
| 17 | Das Plane                                |                 | 20 febbraio 1992  |                 |
| 18 | Take My Life, Please                     |                 | 27 febbraio 1992  |                 |
| 19 | Four Dates That Will Live in Infamy      |                 | 2 aprile 1992     |                 |
| 20 | The Bank Dick                            |                 | 23 aprile 1992    |                 |
| 21 | Say It Ain't So, Joe                     |                 | 30 aprile 1992    |                 |
| 22 | As Fate Would Have It                    |                 | 7 maggio 1992     |                 |